# Magadha
Magadha (Sanskriet: मगध, magadha) was een historisch koninkrijk in het zuiden van Azië, overeenkomend met het huidige Bihar, Jharkhand, Bengalen en het oosten van Uttar Pradesh. Magadha was een van de zestien mahājanapada's (grote koninkrijken) die in oude Indische bronnen genoemd worden, zoals de Atharvaveda, Ramayana, Mahabharata, de Purana's, maar ook vroege boeddhistische en jaïnische geschriften teksten. De hoofdstad van Magadha was eerst Girivraja (Rajagriha, tegenwoordig Rajgir) en later Pataligrama, het tegenwoordige Patna. Beide steden lagen in het gebied in Bihar ten zuiden van de Ganges.
Magadha was deel van het oorsprongsgebied van twee religies, het boeddhisme en het jaïnisme. Daarnaast waren de dynastieën die twee van de machtigste rijken uit de Indiase geschiedenis stichtten oorspronkelijk afkomstig uit Magadha, die van de Maurya's (4e tot 3e eeuw v.Chr.) en de Gupta's (4e tot 6e eeuw n.Chr.).

## Chronologie
De chronologie van de vroege dynastieën hangt mede samen met het sterftejaar van de Boeddha. Aangezien diens mahaparinibbana onbekend is, zijn ook de regeringsjaren onzeker. Volgens de boeddhistische traditie stierf de Boeddha tijdens het achtste regeringsjaar van Ajatasattu. Volgens theravada, het boeddhisme van het zuiden, vond de mahaparinibbana plaats in 544/543 v.Chr., de lange chronologie. Buiten theravada wordt dit niet als realistisch gezien. Veel Indische historici achten de gecorrigeerde lange chronologie waarschijnlijker, waarbij de mahaparinibbana rond 483 v.Chr. wordt geplaatst. Het noordelijk boeddhisme gaat uit van de korte chronologie, waarmee het sterfjaar van de Boeddha op 378/368 v.Chr. uitkomt. Veel westerse historici achten het waarschijnlijker dat de Boeddha in de vierde eeuw v.Chr. stierf. Niet alleen het sterftejaar van de Boeddha is onzeker, ook is het bestaan van enkele koningen en het aantal regeringsjaren van veel koningen onzeker, wat elke chronologie verder compliceert.
|                                              | Lange chronologie | Gecorrigeerde lange chronologie | Korte chronologie |
| -------------------------------------------- | ----------------- | ------------------------------- | ----------------- |
| Bimbisara                                    |                   | ~542 - 490 v.Chr.               |                   |
| Ajatasattu                                   |                   | ~490 - 459 v.Chr.               |                   |
| Mahaparinibbana                              | ~543 v.Chr.       | ~483 v.Chr.                     | ~378/368 v.Chr.   |
| Udayin en de volgende drie Haryanka-koningen |                   | ~459 - 427/410 v.Chr.           |                   |
| Shishunaga en zijn opvolgers                 |                   | ~427/410 - 361 v.Chr.           |                   |
| Nanda's                                      |                   | ~361/342 - 321 v.Chr.           |                   |

## Geschiedenis

### Oudheid en vroege klassieke periode
De vroegste verwijzing naar de naam Magadha komt uit de Atharvaveda. Desondanks is weinig bekend over gebeurtenissen uit de vedische tijd, aangezien het kerngebied ten tijde van de Rigveda in de Punjab lag en tijdens de latere Veda's naar de westelijke Gangesvlakte verschoof. Volgens de Purana's en de Mahabharata zou Brihadratha de eerste koning van Magadha zijn geweest, een zoon van een heerser over de Indo-Arische Kuru's verder naar het westen. Volgens Patanjali, een schrijver uit de 2e eeuw v.Chr., viel Magadha in die tijd nog niet in het brahmanistische gebied Aryavarta, het land van de Indo-Ariërs en het centrum van de vedische cultuur. In plaats daarvan had het gebied een eigen cultuur en religie, waaronder een geloof in reïncarnatie, karma en het idee dat zelfkennis tot bevrijding van de ziel kan leiden. Deze religieuze overtuigingen hebben waarschijnlijk een belangrijke invloed op het ontstaan van zowel boeddhisme als jaïnisme gehad.
Volgens de vroege boeddhistische en jaïnistische teksten werd Magadha vanaf de 7e eeuw v.Chr. geregeerd door de Haryanka-dynastie. Koning Bimbisara zou het naburige koninkrijk Anga (in het tegenwoordige West-Bengalen) hebben veroverd. In deze periode leefde Siddharta Gautama, die later door zijn volgelingen de Boeddha genoemd werd. De Boeddha zou veel door Magadha gereisd hebben, waar veel van de belangrijkste gebeurtenissen en daden uit zijn leven plaatsvonden. In de tijd van zowel Siddharta Gautama als de jaïnistische leraar Mahavira vond de tweede grote urbanisatiegolf van het zuiden van Azië plaats. Een belangrijke scheidslijn was die tussen de scholen die de Veda's aanhingen en deze nieuwe scholen die deze verwerpen, respectievelijk de astika en nastika. De nieuwe stedelijke elite van handelaren was gevoeliger voor de doctrines van de nieuwe godsdiensten, zodat deze zich konden verspreiden ten koste van de oude vedische religie.
Bimbisara zou zijn omgebracht door zijn zoon Ajatasattu die volgens boeddhistische geschriften daarna spijt betuigde bij de Boeddha over zijn patricide. Na de dood van de Boeddha zou Ajatasattu de eerste boeddhistische concilie hebben gehouden in Rajagriha. Ook wist Ajatasattu na een lange strijd de Licchhavi's ten noorden van de Ganges te onderworpen, daarbij gebruikmakend van nieuwe wapens, zoals bepantserde strijdwagens en katapulten. Deze koning was ook de stichter van de stad Pataligrama, dat onder zijn zoon Udayin de hoofdstad zou worden.
Udayin zette de strijd voort tegen de Pradyota-dynastie van Avanti en zou zijn gedood door een huurmoordenaar van koning Palaka van Avanti. Na Udayin volgden enkele koningen waar weinig over bekend is, waarvan de laatste afgezet werd door opstandelingen. Deze zouden Shishunaga, die tot dan onderkoning van Benares (Varanasi) in Kashi zou zijn geweest, op de troon hebben gezet. Zo werd de Haryanka-dynastie opgevolgd door de Shaishunaga-dynastie. Shishunaga wist een einde te maken aan de Pradyota-dynastie en Avanti eindelijk te onderwerpen en mogelijk ook Koshala en Vatsa. De overwinning op Avanti werd waarschijnlijk geholpen door de opstand tegen het tirannieke Pradyota-bewind in Ujjain, de hoofdstad van Avanti.
Shishunaga werd opgevolgd door zijn zoon Kalashoka tijdens wiens regering de tweede boeddhistische concilie werd gehouden in Vaishali. Kalashoka zou zijn gedood met een dolk in zijn keel en werd opgevolgd door zijn tien zonen.

### Nanda's en Maurya's
De Shaishunaga-dynastie werd opgevolgd door de Nandadynastie. De eerste Nandakoning, Mahapadma Nanda, onderwierp vrijwel het gehele noorden van India, het kustgebied van Kalinga en de Gangesdelta in het oosten en mogelijk delen van centraal-India. Hij werd door zijn veroveringen de stichter van het eerste grote rijk in de Indische geschiedenis en maakte daarmee een einde aan het systeem van de door kshattriya's (krijgerskaste) geregeerde mahājanapada's. Niet alleen vormden Mahapadma's veroveringen een breuk met de traditionele staatskunde van het noorden van India omdat hij alle koninkrijken van het noorden van India wist te verenigen, maar ook omdat zijn moeder volgens jaïnistische bronnen een shudra (lage kaste) geweest was.:69-70 Het laatste feit was wellicht cultureel gezien het meest schokkende. Mahapadma's regering wordt in de Purana's bijvoorbeeld beschreven als een teken van Kali Yuga (het aanbreken van een tijdperk van chaos). Tegelijkertijd kreeg Mahapadma in de Purana's de titel ekachattra, letterlijk enkele parasol, oftewel degene die het land onder één heerser verenigt.

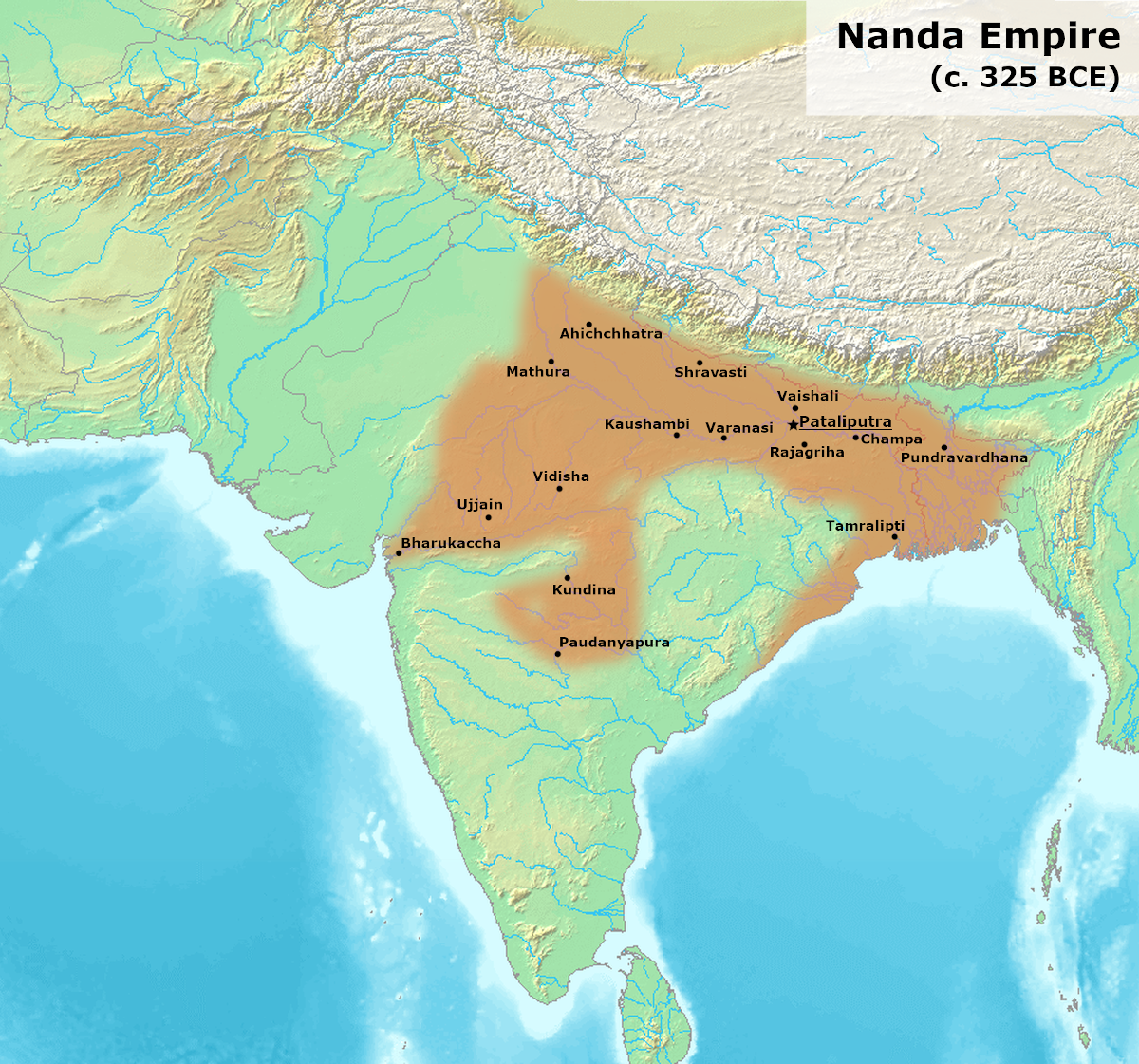
Mogelijke omvang van het Nandarijk ten tijde van Dhana Nanda. Onzeker is of de Dekan veroverd werd

Mahapadma werd opgevolgd door zijn zoons, van wie Dhana Nanda de laatste was. Tijdens zijn regeerperiode vond de Indische campagne van Alexander de Grote plaats. Volgens de Romein Curtius beschikte Dhana over 200.000 voetsoldaten, 20.000 ruiters, 2000 strijdwagens en 3000 strijdolifanten. In hoeverre deze aantallen juist zijn, kan niet nagegaan worden, duidelijk is wel dat de omvang van het leger dusdanig was dat Alexander op advies van zijn generaal Coenus afzag van een aanval. Ondanks deze macht werd Dhana door een binnenlandse oorlog afgezet. Chanakya of Kautilya, mogelijk de auteur van de Arthashastra, speelde een belangrijke rol in het omverwerpen van de Nandadynastie. Er zijn verschillende verhalen over hoe dit zich zou hebben afgespeeld, de Chanakya-Chandragupta-katha. Het begin lijkt een directe of indirecte belediging door koning Dhana te zijn geweest over de afzichtelijkheid van Chanakya. Chanakya zou sindsdien alles in het werk hebben gesteld om Dhana ten val te brengen. Daartoe zette hij Chandragupta in, mogelijk een nazaat van de oude kshatriya-clan Moriya. Chandragupta werd in dit verhaal van jongs af aan opgevoed door Chanakya, wat zou betekenen dat de regeerperiode van Dhana langer zou zijn geweest dan de chronologieën suggereren. In het werk van Justinus was het Sandrocottus (Chandragupta) zelf die beledigd werd, om daarna aan het hoofd van een leger met de hulp van Chanakya de Nanda's wist te verslaan. In de boeddhistische geschriften wordt Dhana gedood, terwijl hij in de jaïnische versie wordt verbannen.
Met Chandragupta Maurya werd een nieuwe dynastie gesticht, de Mauryadynastie. Chandragupta breidde het rijk nog verder uit door veroveringen in de Punjab, het tegenwoordige Afghanistan en naar het zuiden in de Deccan. De Hellenistische koningen van het Seleucidenrijk en Egypte zonden ambassadeurs naar het Mauryahof in Pataliputra en Griekse bronnen melden dat het leger van Chandragupta uit 600.000 voetsoldaten, 30.000 ruiters en 9.000 olifanten bestond. Het rijk bereikte zijn grootste omvang onder keizer Asoka (regeerde 268-233 v.Chr.), die vrijwel het gehele Indisch Subcontinent in zijn macht had. De mate van centraal gezag in het Mauryarijk wordt echter betwijfeld door moderne historici. Het rijk bestond uit een netwerk van handelswegen waarmee enkele kerngebieden zoals Magadha of Gandhara met elkaar verbonden waren. Tussen deze kerngebieden in bleven lokale heersers vrijwel autonoom, zij het dat ze het gezag van de Mauryakeizer erkenden.:74
Asoka was van grote invloed op de cultuurgeschiedenis van Azië, omdat hij zich tot het boeddhisme bekeerde en de vedische riten afschafte. Hij liet door zijn rijk heen zuilen oprichten waarin de leer van het boeddhisme gebeiteld stond, de edicten van Asoka. Dankzij deze patronage verspreidde het boeddhisme zich richting Centraal-Azië en Sri Lanka, van waaruit het later in respectievelijk China en Tibet en Zuidoost-Azië zou arriveren.

### Gupta's

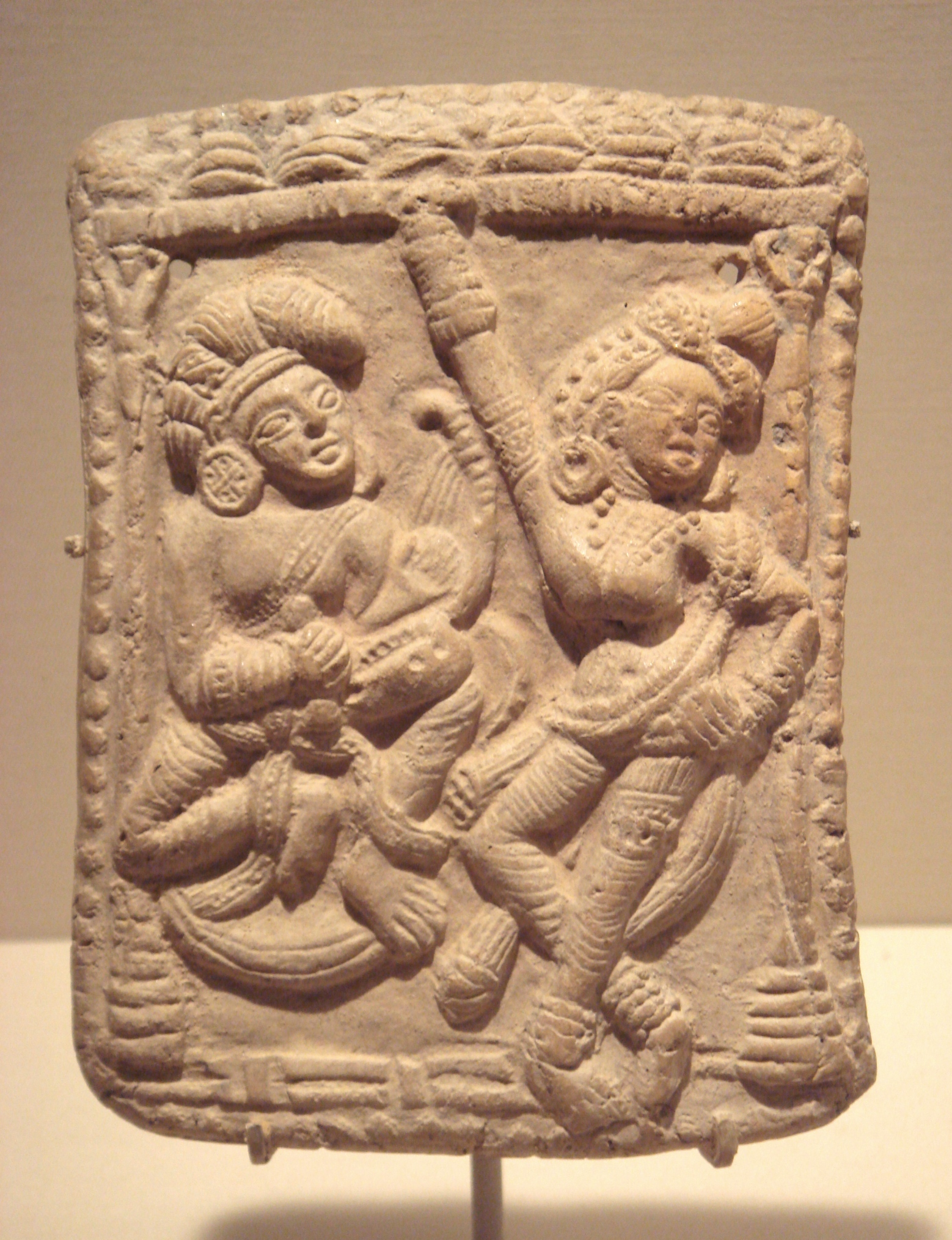
Stèle die de koning en koningin verbeeldt. Shungaperiode, 1e eeuw v.Chr., West-Bengalen

De Mauryadynastie werd in 185 v.Chr. omver geworpen. Daarop heersten de Shungadynastie (185-75 v.Chr.) en de Kanvadynastie (75-26 v.Chr.). De Shunga's waren brahmins die de Vedische riten opnieuw invoerden. Onder beide dynastieën was de macht van Magadha weer teruggebracht naar het kerngebied in het oostelijke Gangesbekken. Onder de latere Shunga's werd de hoofdstad verplaatst naar Vidisha in de buurt van het huidige Bhopal. Pataliputra zelf werd bedreigd en veroverd door achtereenvolgens binnenvallende Indo-Grieken, Shaka's, Kalinga's, Satavahana's en Kushana's. De laatste Kanvakoning werd in 26 v.Chr. door de Satavahana's gedood. In de daarop volgende eeuwen vormde Magadha het toneel van strijd tussen verschillende rijken en een uitwisseling van culturen.
Aan die situatie kwam een einde met de stichting van het Guptarijk. De Gupta's waren oorspronkelijk lokale heersers, maar onder Chandragupta I (regeerde ± 319-335 n.Chr.) wisten ze hun macht over Magadha, Bengalen en aangrenzende gebieden te vestigen. Zijn opvolger Samudragupta (± 335-380) regeerde over een rijk van de Narmada in het zuiden tot de Himalaya in het noorden en van de Yamuna in het westen tot de Gangesdelta in het oosten. Koning Chandragupta II (± 380-413) versloeg onder andere de Westelijke Satrapen van Gujarat en Malwa en vestigde een tweede hoofdstad in Ujjain.
De Guptaperiode werd door vroeg-20e-eeuwse historici gezien als een gouden eeuw, een klassieke periode waarin zowel in cultureel-religieus, staatkundig als maatschappelijk opzicht de basis voor latere middeleeuwse rijken. De Gupta's patroniseerden zowel de brahmins als de handelsgildes (sreni's). Maatschappelijk gezien leidde dit tot de versteviging van het kastenstelsel. Onder de Gupta's ontstond de filosofie en vorm van geloofsbelijdenis van het moderne hindoeïsme, dankzij filosofen en schrijvers als onder andere Vātsyāyana (in het Westen vooral bekend van de Kama Sutra). In de Guptaperiode kregen ook teksten als de Vishnu Purana en Markandeya Purana hun uiteindelijke vorm. Zich baserend op de oude Vedische teksten, beschreven ze de verering van goden als Shiva en Vishnu. Het werk van de toneelschrijver Kālidāsa wordt gezien als een hoogtepunt in het Sanskriet en de wetenschap kwam tot bloei dankzij wiskundigen als Aryabhata en Varāhamihira.
Het Guptarijk besloeg gedurende de 5e eeuw het gehele noorden van Zuid-Azië. Aan het einde van die eeuw begon de macht van de Gupta's af te brokkelen als gevolg van uit het noordwesten binnenvallende Witte Hunnen (Huna's) en een opeenvolging van zwakke heersers. Rond 530 wist Narasimhagupta tijdelijk iets van de voormalige macht te herstellen. Een paar decennia na zijn dood kwam er echter definitief een einde aan het Guptarijk.